# Sergio Otálvaro
Sérgio Andrés Otálvaro Botero (Medellín, Colombia; 10 de diciembre de 1986) es un futbolista colombiano nacionalizado paraguayo. Juega de lateral derecho y su equipo actual es el club 12 de junio de la Segunda División de Paraguay.

## Trayectoria

### Deportivo Rionegro
Comenzó su carrera jugando con el Deportivo Rionegro con muy buenas actuaciones.

### Independiente Santa Fe
Lo llevaron a jugar con el Independiente Santa Fe de la Primera División de Colombia. En 2009 se proclama campeón de la Copa Colombia con el club bogotano.
Con sus buenas actuaciones con el club "cardenal" fue convocado para jugar con la Selección Colombia en el 2010 en una serie de partidos amistosos.

### Junior de Barranquilla
En el 2011 se confirma su cesión al Junior de Barranquilla por un año donde se proclama campeón del torneo finalización de ese año.

### Independiente Santa Fe
Luego de concluir su contrato con el Junior vuelve al Santa Fe donde logran ganar el Torneo Apertura 2012 con una gran participación suya y rompiendo casi 37 años de "sequía" que tenía Independiente Santa Fe en la liga colombiana. También fue campeón de la Copa Sudamericana 2015.
El 29 de septiembre de 2015, en la victoria 1-0 ante Emelec, fue homenajeado por Santa por haber alcanzado los 200 partidos con el club.

### Club Nacional
El 20 de agosto de 2016 es presentado como nuevo jugador del  Club Nacional de Fútbol de la Primera División de Uruguay.

El 11 de diciembre se coronaría campeón del Campeonato Uruguayo 2016 con su club, disputando 10 de 15 partidos.

### Club Olimpia
El 25 de junio de 2017, Otálvaro arribó a Paraguay para firmar el contrato que lo vincula al Club Olimpia de la Primera División de Paraguay. Debuta el 12 de julio en el empate a un gol frente a Nacional de calidad de visitantes por la ida de los octavos de la Copa Sudamericana 2017, su primer gol con el club lo marca el 2 de agosto en el empate a dos goles por el partido de vuelta de los octavos de la Copa Sudamericana frente a Nacional quedando eliminados por el gol de visitantes, el 13 de abril vuelve y marca gol con el club sentenciando la goleada 4 por 0 sobre Sol de América, tras los rumores de su posible partida del club, renovó por todo 2022 y en 2023 se fue del club.

### Club Sportivo Luqueño
El 4 de febrero de 2024, es anunciado como nuevo refuerzo en el Club Sportivo Luqueño de la Primera División del Futbol Paraguayo.

## Estadísticas

### Clubes
| Club                                  | Div.                | Temporada           | Liga  | Liga  | Copas | Copas | Internacional | Internacional | Total | Total |
| Club                                  | Div.                | Temporada           | Part. | Goles | Part. | Goles | Part.         | Goles         | Part. | Goles |
| ------------------------------------- | ------------------- | ------------------- | ----- | ----- | ----- | ----- | ------------- | ------------- | ----- | ----- |
| Deportivo Rionegro · Colombia         | 2ª                  | 2005                | 1     | 0     | -     | -     | -             | -             | 1     | 0     |
| Deportivo Rionegro · Colombia         | 2ª                  | 2006                | 0     | 0     | -     | -     | -             | -             | 0     | 0     |
| Deportivo Rionegro · Colombia         | 2ª                  | 2007                | 2     | 0     | -     | -     | -             | -             | 2     | 0     |
| Deportivo Rionegro · Colombia         | Total               | Total               | 3     | 0     | 0     | 0     | 0             | 0             | 3     | 0     |
| Independiente Santa Fe · Colombia     | 1ª                  | 2008                | 5     | 0     | 7     | 0     | -             | -             | 12    | 0     |
| Independiente Santa Fe · Colombia     | 1ª                  | 2009                | 25    | 1     | 9     | 0     | -             | -             | 34    | 1     |
| Independiente Santa Fe · Colombia     | 1ª                  | 2010                | 36    | 3     | 7     | 0     | 6             | 1             | 49    | 4     |
| Independiente Santa Fe · Colombia     | 1ª                  | 2012                | 30    | 1     | 2     | 0     | -             | -             | 32    | 1     |
| Independiente Santa Fe · Colombia     | 1ª                  | 2014                | 26    | 0     | 6     | 0     | 4             | 0             | 36    | 0     |
| Independiente Santa Fe · Colombia     | 1ª                  | 2015                | 23    | 0     | 4     | 0     | 12            | 0             | 39    | 0     |
| Independiente Santa Fe · Colombia     | 1ª                  | 2016                | 16    | 0     | -     | -     | 7             | 0             | 23    | 0     |
| Independiente Santa Fe · Colombia     | Total               | Total               | 161   | 5     | 35    | 0     | 29            | 1             | 225   | 6     |
| Junior · (cedido) · Colombia          | 1ª                  | 2011                | 22    | 0     | 9     | 2     | 3             | 0             | 34    | 2     |
| Junior · (cedido) · Colombia          | Total               | Total               | 22    | 0     | 9     | 2     | 3             | 0             | 34    | 2     |
| Deportes Tolima · (cedido) · Colombia | 1ª                  | 2013                | 34    | 3     | 4     | 0     | 8             | 0             | 46    | 3     |
| Deportes Tolima · (cedido) · Colombia | Total               | Total               | 34    | 3     | 4     | 0     | 8             | 0             | 46    | 3     |
| Club Nacional · Uruguay               | 1ª                  | 2016                | 10    | 0     | -     | -     | -             | -             | 10    | 0     |
| Club Nacional · Uruguay               | 1ª                  | 2017                | 11    | 0     | -     | -     | 2             | 0             | 13    | 0     |
| Club Nacional · Uruguay               | Total               | Total               | 21    | 0     | 0     | 0     | 2             | 0             | 23    | 0     |
| Club Olimpia Paraguay                 | 1ª                  | 2017                | 17    | 0     | -     | -     | 2             | 1             | 19    | 1     |
| Club Olimpia Paraguay                 | 1ª                  | 2018                | 38    | 0     | -     | -     | 4             | 0             | 42    | 0     |
| Club Olimpia Paraguay                 | 1ª                  | 2019                | 26    | 1     | -     | -     | 7             | 0             | 33    | 1     |
| Club Olimpia Paraguay                 | 1ª                  | 2020                | 25    | 0     | -     | -     | 6             | 0             | 28    | 0     |
| Club Olimpia Paraguay                 | 1ª                  | 2021                | 25    | 0     | 2     | 0     | 7             | 0             | 34    | 0     |
| Club Olimpia Paraguay                 | 1ª                  | 2022                | 29    | 1     | 1     | 0     | 12            | 0             | 42    | 1     |
| Club Olimpia Paraguay                 | 1ª                  | 2023                | 14    | 0     | -     | -     | 3             | 0             | 17    | 0     |
| Club Olimpia Paraguay                 | Total               | Total               | 174   | 2     | 3     | 0     | 41            | 1             | 218   | 3     |
| Sportivo Luqueño Paraguay             | 1ª                  | 2024                | 10    | 0     | 4     | 1     | 2             | 0             | 16    | 1     |
| Sportivo Luqueño Paraguay             | 1ª                  | 2025                | 0     | 0     | -     | -     | -             | -             | 0     | 0     |
| Sportivo Luqueño Paraguay             | Total               | Total               | 10    | 0     | 4     | 1     | 2             | 0             | 16    | 1     |
| Total en su carrera                   | Total en su carrera | Total en su carrera | 425   | 10    | 55    | 3     | 81            | 2             | 561   | 15    |

### Selección
| Selección                | Año                      | Partidos | Goles |
| ------------------------ | ------------------------ | -------- | ----- |
| Colombia Mayores         | 2010                     | 1        | 0     |
| Total                    | Total                    | 1        | 0     |
| Total Selección Colombia | Total Selección Colombia | 1        | 0     |

## Palmarés

### Campeonatos nacionales
| Título                      | Club                   | País     | Año  |
| --------------------------- | ---------------------- | -------- | ---- |
| Copa Colombia               | Independiente Santa Fe | Colombia | 2009 |
| Torneo Finalización         | Junior                 | Colombia | 2011 |
| Torneo Apertura             | Independiente Santa Fe | Colombia | 2012 |
| Torneo Finalización         | Independiente Santa Fe | Colombia | 2014 |
| Superliga de Colombia       | Independiente Santa Fe | Colombia | 2015 |
| Primera División de Uruguay | Nacional               | Uruguay  | 2016 |
| Torneo Intermedio           | Nacional               | Uruguay  | 2017 |
| Torneo Apertura             | Olimpia                | Paraguay | 2018 |
| Torneo Clausura             | Olimpia                | Paraguay | 2018 |
| Torneo Apertura             | Olimpia                | Paraguay | 2019 |
| Torneo Clausura             | Olimpia                | Paraguay | 2019 |
| Torneo Clausura             | Olimpia                | Paraguay | 2020 |
| Copa Paraguay               | Olimpia                | Paraguay | 2021 |
| Supercopa Paraguay          | Olimpia                | Paraguay | 2021 |
| Torneo Clausura             | Olimpia                | Paraguay | 2022 |

### Copas internacionales
| Título            | Club                   | Sede     | Año  |
| ----------------- | ---------------------- | -------- | ---- |
| Copa Sudamericana | Independiente Santa Fe | Colombia | 2015 |
| Copa Suruga Bank  | Independiente Santa Fe | Japón    | 2016 |